# Selenocosmia dichromata
Selenocosmia dichromata är en spindelart som först beskrevs av Schmidt och von Wirth 1992.  Selenocosmia dichromata ingår i släktet Selenocosmia och familjen fågelspindlar. Inga underarter finns listade i Catalogue of Life.